# Phyllophila cogela
Phyllophila cogela är en fjärilsart som beskrevs av William Schaus 1904. Phyllophila cogela ingår i släktet Phyllophila och familjen nattflyn. Inga underarter finns listade i Catalogue of Life.